# Zheng Haixia
Zheng Haixia (chinesisch 鄭海霞 / 郑海霞, Pinyin Zhèng Hǎixiá; * 7. März 1967 in Shangqiu, Henan, China) ist eine ehemalige chinesische Basketballspielerin, die von 1997 bis 1998 für die Los Angeles Sparks in der Women’s National Basketball Association (WNBA) auf der Position des Centers spielte. In ihrer zwei Spielzeiten dauernden WNBA-Karriere wurde sie als fairste Spielerin mit dem WNBA Sportsmanship Award ausgezeichnet. Auf internationaler Ebene gewann sie mit der chinesischen Nationalmannschaft bei der Basketball-Weltmeisterschaft 1994 sowie bei den Olympischen Sommerspielen 1992 die Silbermedaille.

## Karriere

### Profi-Basketball

#### Los Angeles Sparks (1997 bis 1998)
Zheng Haixia wurde in der zweiten Runden an insgesamt 16. Position von den Los Angeles Sparks im Elite Draft 1997 ausgewählt. Ihr erstes Spiel in der Women’s National Basketball Association bestritt sie am 21. Juni 1997 gegen die New York Liberty, in welchem sie auch ihre ersten Punkte erzielte. Die Chinesin absolvierte in der Saison 1997 28 Spiele – davon 21 in der Startformation – für die Sparks, dabei erzielte sie durchschnittlich 9,3 Punkte und 4,4 Rebounds pro Spiel. Aufgrund ihrer fairen Spielweise wurde sie am Ende der Saison mit dem WNBA Sportsmanship Award geehrt. Darüber hinaus wurde sie aufgrund der besten Feldwurfquote (61,8 %) aller Spielerinnen der Western Conference zum Bud Light Shooting Champion der Western Conference ernannt.
Nach einer weiteren Spielzeit bei den Los Angeles Sparks beendete sie ihre WNBA-Karriere und kehre nach Peking in China zurück.

### Nationalmannschaft (1983 bis 1998)
Zheng Haixia vertrat ihr Heimatland China bei insgesamt vier Olympischen Sommerspielen sowie bei mehreren weiteren internationalen Wettbewerben. Den ersten Einsatz für die chinesische Nationalmannschaft hatte sie bei der Basketball-Weltmeisterschaft 1983 in Brasilien, bei der die Chinesin die Bronzemedaille gewann. Bei den Olympischen Sommerspielen 1984 in Los Angeles gewannen die Chinesinnen die Bronzemedaille. 1992 gewann sie mit der chinesischen Nationalmannschaft bei den Olympischen Sommerspielen in Barcelona die Silbermedaille. Zwei Jahre darauf wurde sie bei der Basketball-Weltmeisterschaft 1994, bei der sie erneut die Silbermedaille gewann, zur wertvollsten Spielerin des Turniers ernannt. Die Basketball-Weltmeisterschaft 1998 war der letzte internationale Wettbewerb, an dem sie teilnahm.

## Erfolge und Auszeichnungen
| - Nationalmannschaft - 1983 Bronzemedaille bei der Basketball-Weltmeisterschaft - 1984 Bronzemedaille bei den Olympischen Sommerspielen - 1992 Silbermedaille bei den Olympischen Sommerspielen - 1994 Silbermedaille bei der Basketball-Weltmeisterschaft - 1994 wertvollste Spielerin der Basketball-Weltmeisterschaft | - WNBA - 1997 WNBA Sportsmanship Award - 1997 Bud Light Shooting Champion |

## Karrierestatistik
Legende zur Spielerstatistik:

(GP = Spiele insgesamt; GS = Spiele in der Startformation; MPG = gespielte Minuten pro Spiel; FG% = Wurfquote aus dem Feld; 3P% = Wurfquote aus dem 3-Punktebereich; FT% = Freiwurfquote; OFF = offensive Rebounds pro Spiel; DEF = defensive Rebounds pro Spiel; RPG = Rebounds pro Spiel; APG = erzielte Assists pro Spiel; BPG = erzielte Blocks pro Spiel; PPG = erzielte Punkte pro Spiel)